# Hrušta
Hrušta är en förstörd befolkad plats i Bosnien och Hercegovina.   Den ligger i entiteten Republika Srpska, i den södra delen av landet, 60 km söder om huvudstaden Sarajevo. Hrušta ligger 880 meter över havet och antalet invånare är 160.
Terrängen runt Hrušta är varierad. Närmaste större samhälle är Potoci, 17,6 km väster om Hrušta. 
Omgivningarna runt Hrušta är en mosaik av jordbruksmark och naturlig växtlighet. Runt Hrušta är det ganska tätbefolkat, med 67 invånare per kvadratkilometer.